# Kakera subete no Omoitachi he-
Kakera -Subete no Omoitachi he- (かけら-総べての想いたちへ-?) è un brano musicale del gruppo musicale giapponese Nico Touches the Walls, pubblicato come loro sesto singolo il 4 novembre 2009. Il brano è incluso nell'album Aurora, secondo lavoro della band. Il singolo ha raggiunto la ventiquattresima posizione della classifica Oricon dei singoli più venduti in Giappone. Il brano è stato utilizzato come sigla d'apertura del drama televisivo Bouchou Mania 09, che rappresenta anche la prima prova di attori dei membri del gruppo.

## Tracce
CD Singolo
1. Kakera -Subete no omoi Taichi he-
2. Aurora (Prelude)
3. Hologram (Live)

## Classifiche
| Classifica (2009) | Posizione più alta |
| ----------------- | ------------------ |
| Giappone (Oricon) | 24                 |